# Georg Heinrich Kührner

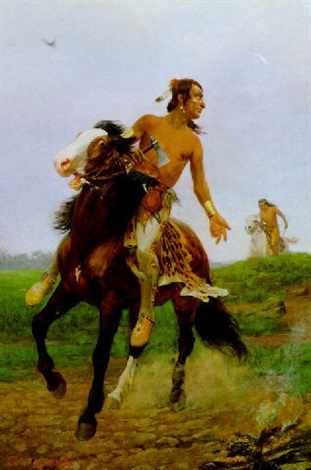
Yellow Hand von Georg Heinrich Kührner

Georg Heinrich Kührner (* 10. Januar 1875 in Wien; † 12. September 1949 in Perchtoldsdorf) war ein österreichischer Maler.

## Leben
Als Sohn eines Linienamtskontrolleurs geboren, ging Kührner nach dem Besuch der Bürgerschule 1891 an die Akademie der bildenden Künste Wien, wo er Gastschüler in der Allgemeinen Malerschule von Christian Griepenkerl war. 1894 war er Mitgründer der Burschenschaft Aldania Wien. Für seine guten Leistungen erhielt er ein Stipendium. 1895 ging er bei Carl Rudolf Huber in die Specialschule für Thiermalerei, 1896 in die Specialschule für Composition und Historienmalerei von Siegmund L’Allemand. Er besuchte die Specialschule für Kupferstecherei von William Unger. 1901 beendete er sein Studium. Aufgrund seiner Auszeichnungen berief ihn Unger bereits 1905 als Hofmaler an den österreichischen Kaiserhof. Er malte mehrere Bilder von Kaiser Franz Joseph I. und Karl I.
1909 erhielt er die Künstlerstiftung der Grillparzer’schen Schwestern Fröhlich.
Kührner betätigte sich auch als Publizist und Kunstkritiker.
Nachdem er bereits 1899/1900 als Einjährig-Freiwilliger bei den Tiroler Kaiserjägern gedient hatte, kam er im Ersten Weltkrieg zum Feldjägerbataillon Nr. 10 (Kopal), wo er als Fähnrich seine Vorgesetzten zeichnete und unter anderem Kaiser Karl bei einer Frontinspektion künstlerisch festhielt. Aus dem Krieg kehrte er als Invalide zurück und erhielt deshalb eine Tabaktrafik.
Er studierte bei Völkerschauen in Wien Menschen und Tiere. In Wien und in anderen Städten stellte er auf Kunstausstellungen aus, 1904 auf der Großen Berliner Kunstausstellung.

## Ehrungen
- Während seines Studiums wurde er mehrfach mit dem Rompreis der Akademie der bildenden Künste Wien ausgezeichnet, als einziger Künstler zweimal binnen eines Jahres.
- 1901: Gundel-Preis für seine farbige Originalradierung Lebensgroßer Tigerkopf
- 1901: Füger-Preis in Gold für sein Bild Pferdedieb

## Werke (Auswahl)
- Gemälde
  - Yellow Hand
  - Nach der Schlacht am Little Big Horn River
  - Aus den Kämpfen vor Manila
  - Schlimme Nachrichten von der Grenze
- Radierungen
  - Tekumesch
  - Berberlöwe auf der Lauer (farbig)
  - Sioux Häuptling Hampa (1901)
  -  Am Lagerfeuer